# Podział administracyjny Kościoła katolickiego w Sudanie Południowym
Podział administracyjny Kościoła katolickiego w Sudanie Południowym – w ramach Kościoła katolickiego w Sudanie Południowym odrębne struktury mają:
- Kościół katolicki obrządku łacińskiego (Kościół rzymskokatolicki)
- Kościół syryjski (Kościół wschodni)

Podział administracyjny Kościoła rzymskokatolickiego w Sudanie i Sudanie Południowym. Numery odpowiadają diecezjom:
Sudan:
1 - El Obeid
2 - Chartum
Sudan Południowy:
3 - Wau
4 - Rumbek
5 - Malakal
6 - Tombura-Jambio
7 - Yei
8 - Dżuba
9 - Torit

## Obrządek łaciński
W jego ramach funkcjonuje 1 metropolia, w skład której wchodzi 1 archidiecezja i 7 diecezji:

### Metropolia Dżuba
- archidiecezja Dżuba
  - diecezja Bentiu
  - diecezja Malakal
  - diecezja Rumbek
  - diecezja Tombura-Yambio
  - diecezja Torit
  - diecezja Wau
  - diecezja Yei

## Obrządek syryjski
W jego ramach funkcjonuje jedna jednostka terytorialna zależna od syryjskokatolickiego patriarchy Antiochii:
- terytorium patriarsze Sudanu i Sudanu Południowego[1]

## Obrządek melchicki
Na terenie Sudanu funkcjonuje terytorium patriarsze Egiptu i Sudanu Kościoła melchickiego, które przed secesją Sudanu Południowego obejmowało formalnie cały kraj. Obecnie struktury kościelne tego obrządku występują jedynie na północy – w Chartumie.